# Arachnopusia unicornis
Arachnopusia unicornis är en mossdjursart som först beskrevs av Hutton 1873.  Arachnopusia unicornis ingår i släktet Arachnopusia och familjen Arachnopusiidae.
Artens utbredningsområde är havet kring Nya Zeeland. Inga underarter finns listade i Catalogue of Life.